# Verzeihung, sehen Sie Fußball?
Verzeihung, sehen Sie Fußball? ist ein deutscher Episodenfilm der DEFA aus dem Jahr 1983. Die fünf Episoden beruhen auf Vorlagen von Carlos Cerda (Transmission indirecta), Edgar Külow (Irma und Herta), Helga Schubert (Überprüfung des Kandidaten), Renate Holland-Moritz (Toleranzschwelle) und Katrin Lange (Heimspiel). Der Film erlebte am 7. April 1983 im Berliner Kosmos seine Premiere.

## Handlung
Am 19. Juli 1982 bereiten sich die Bewohner von fünf Wohnungen eines Mietshauses in Berlin auf die Fernsehübertragung des Weltmeisterschaftsfinales in Madrid zwischen Italien und Deutschland vor. Während des gesamten Spieles beobachtet die Kamera das Geschehen im Haus und fängt damit viele kleine und große Probleme des damaligen Zeitgeschehens ein.
Ein Fußballfanatiker erhält gerade während der Übertragung Besuch von einer Dame, der er auf eine Heiratsannonce hin geschrieben hat. Eine Frau sperrt sich versehentlich aus der Wohnung und landet beim Nachbarn, weil ihr Mann, in das Spiel abgetaucht, die Wohnungstürklingel nicht hört. Ein im Exil lebender Chilene erlebt das Spiel im Bewusstsein, dass sein Vater in der Heimat es sich zur gleichen Zeit auch ansieht. Ein geschiedenes, aber noch in derselben Wohnung lebendes Paar ist gezwungen, sich die Übertragung gemeinsam anzusehen und kommt sich dadurch wieder näher. Eine Witwe lädt im Angedenken an ihren fußballverrückten Ehemann eine Freundin ein, sich das Spiel gemeinsam anzusehen.

## Kritiken
- … weil Gunter Scholz die Nahtstellen zwischen den unterschiedlichen Stilmitteln und Genreeigenheiten, Grundtönen und Stimmungslagen zu bedenkenlos übergeht (Film und Fernsehen 10/1983)
- … Kinozwitter, der, trotz Anleihen bei der televisionären Konkurrenz, die gleichen Konditionsschwächen aufweist, wie der DDR-Fußball (RIAS Berlin, 8. April 1983)